# Autonome Region Madeira
| Região Autónoma da Madeira Autonome Region Madeira                                |                                                                    |
| \| Flagge Madeiras \| Wappen Madeiras \| \| --------------- \| --------------- \| |                                                                    |
| Motto: Das ilhas as mais belas e livres                                           |                                                                    |
|                                                                                   |                                                                    |
| Karte                                                                             |                                                                    |
| Staat                                                                             | Portugal                                                           |
| Geographische Lage                                                                | 32° 45′ N, 17° 0′ W                                                |
| Sprache                                                                           | Portugiesisch                                                      |
| Hauptstadt                                                                        | Funchal                                                            |
| Andere Städte                                                                     | Porto Santo, Machico, Santa Cruz, Câmara de Lobos, Santana, Caniço |
| Fläche                                                                            | 801 km² (Inselgruppe M.)                                           |
| Einwohner (2021)                                                                  | 250.744 (2,4 % der Bevölkerung Portugals)                          |
| Anzahl Gemeinden                                                                  | 11                                                                 |
| Höchster Punkt                                                                    | Pico Ruivo (1.862 m)                                               |
| Präsident der Regionalregierung                                                   | Miguel Albuquerque                                                 |
| Autonomie seit                                                                    | 1976                                                               |
| Zeitzone                                                                          | UTC+0 WEZ UTC+1 WEZ+1 (März bis Oktober)                           |
| Internationale Vorwahl                                                            | +351 291                                                           |
| Hymne                                                                             | Hino da Região Autónoma da Madeira (regional)                      |
| Flagge Madeiras                                                                   | Wappen Madeiras                                                    |

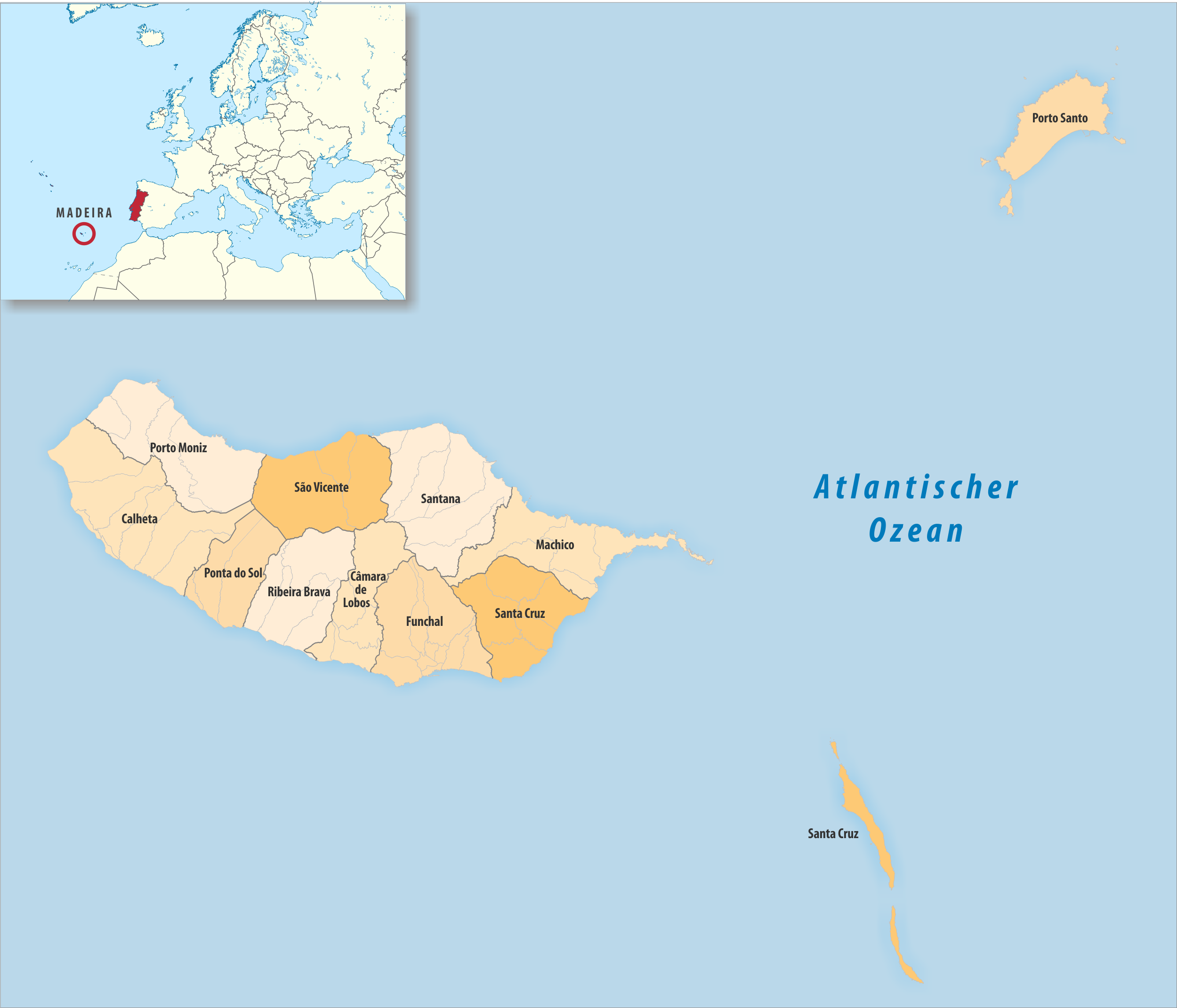
Administrative Aufteilung Madeiras

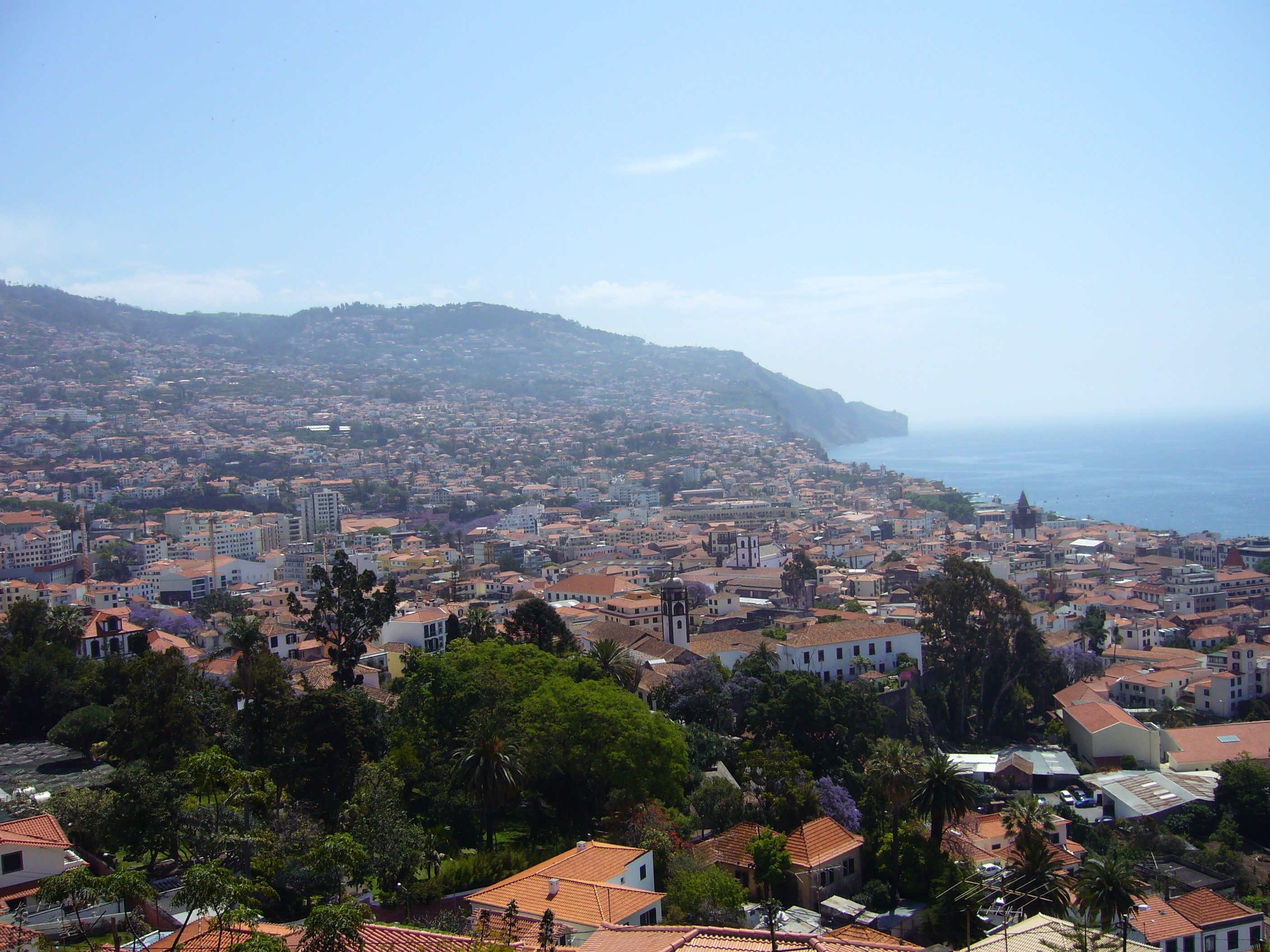
Funchal, Hauptstadt von Madeira

Die Autonome Region Madeira ist eine portugiesische Inselgruppe, autonome Region und zugleich eine Subregion im Atlantischen Ozean. Im Jahr 2021 verzeichnete die Region 251.060 Einwohner und eine Bevölkerungsdichte von 313 Einwohnern pro km2. Die Region hat eine Fläche von 801 km2, ist damit die kleinste Region von Portugal, die sich in 1 Subregion, 11 Kreise und 54 Gemeinden unterteilen lässt. Die Hauptstadt der Region ist die Stadt Funchal, die mit 105.795 Einwohnern in der gesamten Gemeinde und im Stadtgebiet die größte Stadt der Region ist.

## Geographie
Der Archipel Madeira besteht aus der Hauptinsel Madeira und der kleineren Insel Porto Santo. Südöstlich liegen die Ilhas Desertas (Ilhéu Chão, Deserta Grande und Bugio). Auf halbem Weg zu den Kanarischen Inseln liegen die Ilhas Selvagens.

## Einwohner
Bewohnt im engeren Sinne sind nur die Inseln Madeira und Porto Santo. Auf den Ilhas Selvagens sind zwei Vogelwarten stationiert.

## Politik

### Regionalregierung
1976 wurde Madeira zur autonomen Region erklärt (Região Autónoma da Madeira), die eine eigene Regierung und ein eigenes Parlament hat. Sie gehört als Teil Portugals zur Europäischen Union. Präsident der Regionalregierung ist seit 2015 Miguel Albuquerque von der christlich-konservativen Sozialdemokratischen Partei PSD.
Von 1978 bis 2015 war der Zeitungsherausgeber Alberto João Jardim von der PSD Präsident der Regionalregierung (mit kurzer Unterbrechung 2007, als er aus Protest gegen das neue Gesetz über die Regionalfinanzen, das Kürzungen der Finanzbeihilfen aus dem Staatshaushalt vorsah, von seinem Amt zurücktrat). Er gilt als einer der umstrittensten Politiker Portugals.

### Verwaltungsgliederung
Die autonome Region ist in elf Kreise (municípios) unterteilt.
| Kreis                   | Anzahl Gemeinden | Einwohner (2021) | Fläche km² | Dichte Einw./km² | LAU- Code |
| ----------------------- | ---------------- | ---------------- | ---------- | ---------------- | --------- |
| Calheta                 | 8                | 10.915           | 111,51     | 98               | 3101      |
| Câmara de Lobos         | 5                | 32.162           | 52,14      | 617              | 3102      |
| Funchal                 | 10               | 105.782          | 76,13      | 1.389            | 3103      |
| Machico                 | 5                | 19.593           | 68,33      | 287              | 3104      |
| Ponta do Sol            | 3                | 8.360            | 46,18      | 181              | 3105      |
| Porto Moniz             | 4                | 2.517            | 82,93      | 30               | 3106      |
| Porto Santo             | 1                | 5.149            | 42,59      | 121              | 3201      |
| Ribeira Brava           | 4                | 12.680           | 65,41      | 194              | 3107      |
| Santa Cruz              | 5                | 42.168           | 81,50      | 517              | 3108      |
| Santana                 | 6                | 6.553            | 95,56      | 69               | 3109      |
| São Vicente             | 3                | 4.865            | 78,83      | 62               | 3110      |
| Autonome Region Madeira | 54               | 250.744          | 801,11     | 313              | 3         |

## Wirtschaft
Bis in die 1970er Jahre war Madeira eine der ärmsten Regionen Europas. Madeiras BIP pro Kopf betrug 1974 nur 40 % des durchschnittlichen portugiesischen BIPs. In den folgenden 30 Jahren holte Madeira wirtschaftlich auf. Das durchschnittliche Wirtschaftswachstum eines Zehnjahreszeitraums um die Jahrtausendwende lag bei 5 %. 

### Situation Mitte der 2000er-Jahre
Das BIP pro Kopf war in den 2000er-Jahren zeitweise 29 % höher als der portugiesische Durchschnitt und betrug etwa 80 % der EU-15 (2003) und 72 % der EU-28 (2015). Die Haupteinnahmequelle ist der Tourismus. Die Regionalregierung plante die Zahl der Hotelbetten von 29.000 auf 39.000 zu steigern. Besonders die Gebiete an der Nordküste und dem Landesinneren sollten gefördert werden, während das Wachstum in Funchal begrenzt werden sollte. Das „Madeira International Business Center“ (IBC) ist die zweite Säule der madeirischen Wirtschaft. Mit Steuervergünstigungen wurden hier schon vor 2006 mehrere tausend Unternehmen angesiedelt, die 3000 direkte Arbeitsplätze geschaffen haben. Das IBC machte 21 % des madeirischen Bruttoinlandsproduktes aus. Unter anderem haben sich Telekommunikations- und Internetfirmen niedergelassen, die Madeira wegen seiner im europäischen Vergleich niedrigen Mehrwertsteuersätze schätzen. Im Jahr 2002 hat sich hier zum Beispiel der französische Internetprovider Wanadoo niedergelassen. Madeira wird zunehmend auch von internationalen Unternehmen für Konferenzen genutzt. Außerdem ist Madeira der Sitz zahlreicher Reedereien und seit 1988 Sitz der Universität Madeira.
Die Madeirische Wirtschaft befand sich in einem Umwandlungsprozess. Der Tourismussektor versuchte zunehmend, Aktivurlauber (45–65 Jahre alt) anzulocken, um seinen Ruf als Rentnerparadies zu verändern. Daher wurde auch versucht, Billigfluggesellschaften anzuwerben. Die Erhöhung der portugiesischen Mehrwertsteuersätze von 13 % auf 15 % haben einige potentielle Investoren wie Yahoo, AOL und Apple von Investitionen auf Madeira abgehalten. Während die madeirische Regionalregierung eine Ausnahmeregelung für Madeira auszuhandeln versuchte, stärkten die madeirischen Firmen ihr Profil im Servicebereich, um dem Wettbewerb standzuhalten. Madeira stand im direkten Wettbewerb mit Luxemburg und Zypern, welche ebenfalls Mehrwertsteuersätze von 15 % boten.

### Tourismus

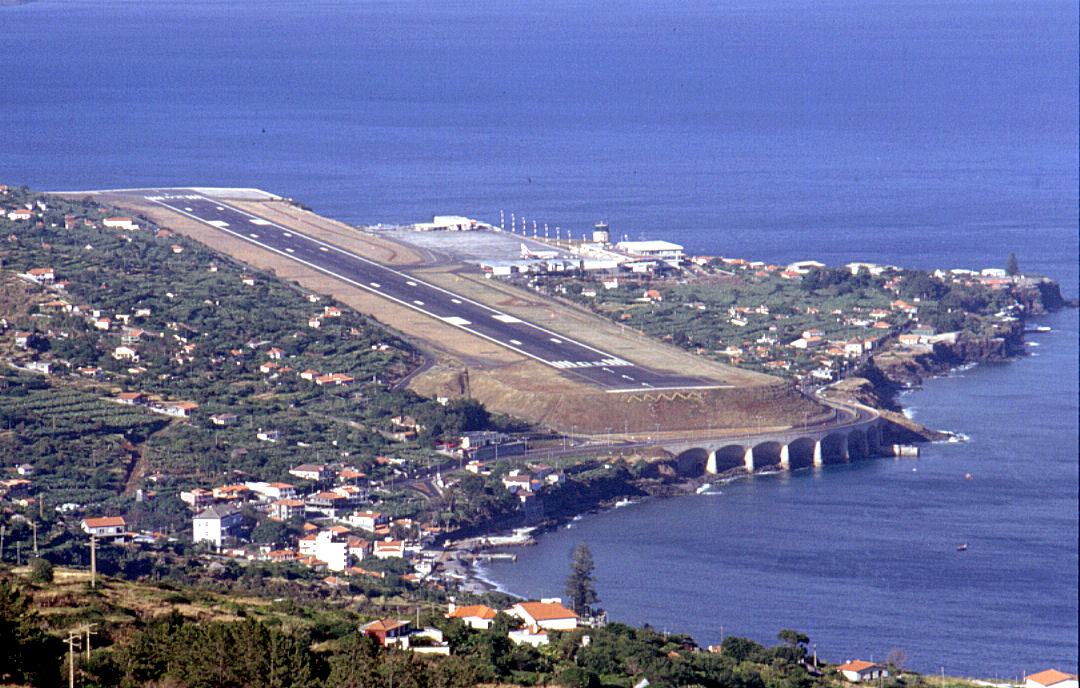
Flughafen Madeira in Santa Cruz

Besucher aus Großbritannien dominieren unter den Gästen vor allem in Funchal und Câmara de Lobos, wo Churchill gemalt hat. Er stieg im 1891 eröffneten Luxushotel Reid’s Palace ab, das eines der Leading Hotels of the World und weit über die Insel hinaus das bekannteste Hotel ist.
Für Briten ist Madeira ein traditionelles Urlaubsziel. Man trifft auf Madeira jedoch auch Touristen aus ganz Europa – insgesamt aber in nicht zu hoher Anzahl und dann vornehmlich östlich der Hauptstadt (Funchal), in Caniço. Das Verhältnis der britischen zu den deutschen Besuchern hat sich verschoben. Schon vor 2007 stieg die Zahl der deutschen Touristen stark an. An drei bis vier Wochentagen wird Funchal aus Deutschland angeflogen (Stand: 2007).
Madeira ist als Wanderparadies bekannt, mit frühlingshaften bis sommerlichen, angenehmen Temperaturen das ganze Jahr hindurch. Entlang den Levadas (kleine Wasserkanäle, besonders im Nordteil der Insel) sind vor gut 300 Jahren von maurischen Sklaven Wege zur Wartung und Pflege angelegt worden, die bis heute als Wanderwege gut gepflegt werden und grandiose Ein- und Ausblicke in die Schönheit der Insel geben. Kerngebiet ist die Gegend zwischen Porto da Cruz und Santana im Norden (Weltnaturerbe der UNESCO). Bemerkenswert ist auch die Bergwanderroute zwischen dem dritthöchsten Gipfel Pico do Arieiro und dem höchsten Berg Pico Ruivo. Diese Wanderung sollte man am frühen Morgen beginnen – gegen Mittag liegen die Berge oft in Wolken.
Auf Madeira gibt es kaum Badestrände. Es einen schwarzen Naturstrand (Vulkangestein) an der Nordküste in Seixal (Madeira) oder geschützte Felsbadebuchten. Diese sind entweder befestigte natürliche Felsbadebuchten (zum Beispiel Lido Galomar in Caniço), natürliche Felsbadebecken wie in Porto Moniz, oder kleine künstliche Sandstrände (Calheta).
In Caniço gibt es seit 1986 einen Unterwasser-Nationalpark, in dem man tauchen kann und wo seit 1980 getaucht wird.
Die Nebeninsel Porto Santo (zwei bis drei Stunden mit der Fähre oder 20 Minuten Flug) bietet dagegen einen neun Kilometer langen Sandstrand, ist aber landschaftlich bei weitem nicht so interessant (Erosion durch Abholzung durch die alten Seefahrer).
Insgesamt besuchten im Jahr 2005 zirka 1 Million Touristen die Insel, wobei ungefähr 200.000 mit Kreuzfahrtschiffen kamen und daher nur kurz verweilten.
Die Insel Madeira ist berühmt für die Qualität ihrer Cherimoya-Früchte. Das Annona Festival ist traditionell und findet jährlich in der Pfarrgemeinde Faial statt. Diese Veranstaltung fördert den Verzehr dieser Früchte und ihrer Derivate wie Liköre, Pudding, Eis und Smoothies.